# لنگرماهی‌های بایکال
لنگرماهی بایکال (نام علمی: Cottocomephoridae) نام یک تیره از بالاخانواده لنگرماهی است.